# Lefa (langue)
Pour les articles homonymes, voir Balom.
Le lefa (ou balom, fa', fak, lefa') est une langue bantoue du groupe Bafia parlée par les Balom dans la Région du Centre au Cameroun, le département du Mbam-et-Inoubou et l'arrondissement de Deuk.
En 2010 on dénombrait 15 000 locuteurs. 